# Психофизика
Психофизиката е дисциплина в рамките на психологията, която изследва взаимоотношенията между физическите стимули, реакции и техните субективни корелати или обект на възприятие. Психофизиката се описва като „научно изследване на връзката между стимули и усещане“ или по-пълно като „анализ на перцептивните (възприятийни) процеси чрез изследването на ефекта върху субективното преживяване или поведение на систематични вариации на свойствата на стимулите наред с една или повече физически аспекти.“ Това е обща теория, която може да бъде приложена към всяка сетивна система. Техниките на „класическата“ психофизика все още са широко използвани, макар че теорията ѝ е силно повлияна от Теорията на демоделирането.